# Немирович, Николай
Николай Немирович (пол. Mikołaj Niemirowicz; ок. 1400 — до 1489) — государственный деятель Великого княжества Литовского, наместник витебский (1463—1466, 1469—1470), смоленский (1467), любецкий и мценский (1467—1470), маршалок королевский (1471).

## Биография
Представитель литовского шляхетского рода Немировичей герба «Ястржембец». Сын литовского боярина Яна Немиры, конюшего Витовта и наместника полоцкого, и его жены Анны. Братья — Андрей, Ян и Федор Немировичи.
Учился в Краковском университете (1412). Как и его брат Андрей, Николай Немирович поддерживал Сигизмунда Кейстутовича в междоусобной борьбе за великокняжескую власть со Свидригайлом Ольгердовичем.
В 1440 году после гибели великого князя литовского Сигизмунда Кейстутовича Николай Немирович сыграл значительную роль в приглашении на литовский престол польского королевича Казимира Ягеллончика. Он пользовался высоким доверием нового великого князя литовского Казимира, который наделил его обширными поместьями, в том числе в 1445 году пожаловал ему Несвиж.
Весной 1445 года Николай Немирович вместе с Радзивиллом Остиковичем, Андреем Саковичем и Захарием Ивановичем Кошкиным принял участие в военном походе на московские города Козельск, Можайск и Верею. В 1455 году он вместе с литовскими панами принимал участие в экспедиции на Калугу. В 1456 году Николай Немирович был отправлен в Польшу к королю Казимиру Ягеллончику с литовскими требованиями, сообщив королю в Ленчице нежелание литовских магнатов принимать участие в польско-тевтонской войне.
В качестве маршалка королевского вместе с воеводой трокским Радзивиллом Остиковичем и наместником полоцким Богданом Саковичем принимал участие в 1471 году в мирных переговорах с Псковской республикой.
Он скончался бездетным между 1471 и 1489 годами.

## Собственность
Николай Немирович получил многочисленные имения от Сигизмунда Кейстутовича (в том числе Лунин и Лунинец) от Казимира Ягеллончика (в том числе в 1445 году Несвиж). У него было много поместий, в том числе Рудники, Лужице, Тугановичи, Жуховичи, Малешево. Дидич Вселюба и Ишколдя.
Основатель каменного костёла Святой Троицы в Ишколди, одного из самых старых (вместе с костёлом в Вселюбе) костёлов в Белоруссии, сохранившихся до настоящего времени. Документ на строительство костёла был выдан Николаем Немировичем 16 ноября 1449 года.
Также Николай Немирович основал и также одарил костёл в Несвиже.
В 1471 году Николай Немирович завещал село Ишколдь с окрестными деревнями в пожизненное владением своей жене Эльжбете. После её смерти они должны были отойти Троицкому костёлу в Ишколде.
После смерти бездетного Николая Немировича Несвиж вернулся в великокняжеский домен, а Вселюб и остальные поместья унаследовали его племянники.